# Монджардино-Лигуре
Монджардино-Лигуре (итал. Mongiardino Ligure) — коммуна в Италии, располагается в регионе Пьемонт, в провинции Алессандрия.
Население составляет 186 человек (2008 г.), плотность населения составляет 6 чел./км². Занимает площадь 29 км². Почтовый индекс — 15060. Телефонный код — 0143.
Покровителем коммуны почитается святой Иоанн Креститель, празднование 24 июня.

## Демография
Динамика населения:

## Администрация коммуны
- Официальный сайт: